# Ounasvaara
L'Ounasvaara è una collina della Finlandia settentrionale nei pressi di Rovaniemi, in Lapponia. Sorge lungo il fiume Kemijoki e tocca i 204 metri.
Sulla sua sommità sorge l'omonimo trampolino per il salto con gli sci.